# Faujasite-Mg
La faujasite-Mg è un minerale.

## Etimologia
Il nome è in onore del geologo francese Barthélemy Faujas de Saint-Fond (1741-1819).